# Associazione Calcio Spezia 1948-1949
Questa voce raccoglie le informazioni riguardanti l'Associazione Calcio Spezia nelle competizioni ufficiali della stagione 1948-1949.

## Stagione
Nella stagione 1948-1949 si chiude il ciclo spezzino di Ottavio Barbieri rimpiazzato in panchina da Alberto Macchi. 
Viene ceduto Mario Torti, mentre in avanti arrivano Giuseppe Pozzo e Giovanni Mangini.

Gli aquilotti viaggiano a corrente alternata con un discreto torneo nelle partite interne, ma negativo in trasferta con solo sette punti raccolti in ventun partite.

Questo percorso porta gli spezzini a dover ricorrere ad uno spareggio per ottenere la salvezza, spareggio disputato e vinto 4-1 a Milano il 10 luglio contro il Parma.

Tre giocatori bianconeri in doppia cifra Giuseppe Pozzo con undici reti, Giovanni Mangini e Giovanni Costa con dieci.

## Rosa
| N. |                   | Ruolo | Calciatore             |
| -- | ----------------- | ----- | ---------------------- |
|    | Italia (bandiera) | D     | Carmelo Amenta         |
|    | Italia (bandiera) | C     | Eros Baccalini         |
|    | Italia (bandiera) | A     | Giulio Becagli         |
|    | Italia (bandiera) | D     | Daniele Borsato        |
|    | Italia (bandiera) | C     | Renzo Bragoni          |
|    | Italia (bandiera) | C     | Aldo Cadario           |
|    | Italia (bandiera) | A     | Giovanni Costa         |
|    | Italia (bandiera) | P     | Gennaro De Carpentieri |
|    | Italia (bandiera) | P     | Enzo Fabbri            |
|    | Italia (bandiera) | A     | Domenico Gambino       |
|    | Italia (bandiera) | C     | Dino Guastini          |
|    | Italia (bandiera) | A     | Pietro Maggiorelli     |

| N. |                   | Ruolo | Calciatore           |
| -- | ----------------- | ----- | -------------------- |
|    | Italia (bandiera) | A     | Giovanni Mangini     |
|    | Italia (bandiera) | D     | Piero Mocca          |
|    | Italia (bandiera) | D     | Franco Moretti       |
|    | Italia (bandiera) | C     | Lino Oldoini         |
|    | Italia (bandiera) | D     | Wando Persia         |
|    | Italia (bandiera) | C     | Giuseppe Pozzo       |
|    | Italia (bandiera) | D     | Giovanni Pramaggiore |
|    | Italia (bandiera) | C     | Paolo Rostagno       |
|    | Italia (bandiera) | A     | Serra                |
|    | Italia (bandiera) | D     | Vincenzo Troiano     |
|    | Italia (bandiera) | D     | Euro Zambarda        |
|    | Italia (bandiera) | A     | Eugenio Zordan       |

## Risultati

### Serie B

#### Girone di andata
| Arbitro: | Longagnani (Modena) |

|                       |           |                          |
| Muci 23’ Cattaneo 81’ | Marcatori | 87’ (aut.) Santagiuliana |

| Arbitro: | Zambotto (Padova) |

|                        |           |  |
| Pozzo 27’ Rostagno 75’ | Marcatori |  |

| Arbitro: | Picasso (Milano) |

|  |           |                |
|  | Marcatori | 44’, 84’ Beghi |

| Napoli 10 ottobre 1948 4ª giornata | Napoli          | 0 – 0 | Spezia | Stadio della Liberazione\| Arbitro: \| Donati (Rimini) \| |
| Arbitro:                           | Donati (Rimini) |       |        |                                                           |

| Arbitro: | Maglio (Torino) |

|           |           |               |
| Costa 32’ | Marcatori | 37’ Cremonesi |

| Arbitro: | Bergomi (Milano) |

|           |           |             |
| Mosca 37’ | Marcatori | 83’ Gambino |

| Arbitro: | Corallo (Lecce) |

|                                    |           |           |
| Catalano 10’, 70’, 80’ Flumini 66’ | Marcatori | 39’ Pozzo |

| Arbitro: | Ferrazzi (Milano) |

|                                 |           |              |
| Costa 23’, 60’ (rig.) Pozzo 82’ | Marcatori | 11’ Magurano |

| Arbitro: | Buratti (Milano) |

|                    |           |  |
| Costa 2’, 74’, 82’ | Marcatori |  |

| Arbitro: | Franzi (Firenze) |

|              |           |  |
| Galeotti 45’ | Marcatori |  |

| Arbitro: | Arietti (Siena) |

|                       |           |  |
| Pozzo 82’ Gambino 87’ | Marcatori |  |

| Arbitro: | Valsecchi (Milano) |

|                                               |           |                              |
| Renosto 9’ Colombi 46’ (rig.) Clocchiatti 74’ | Marcatori | 38’ Bragoni 77’ (rig.) Costa |

| Arbitro: | Bergomi (Milano) |

|            |           |  |
| Sotgiu 24’ | Marcatori |  |

| La Spezia 30 dicembre 1948 14ª giornata | Spezia            | 0 – 0 | Como | Stadio Alberto Picco\| Arbitro: \| Bertolio (Torino) \| |
| Arbitro:                                | Bertolio (Torino) |       |      |                                                         |

| Arbitro: | Barbieri (Milano) |

|                       |           |                           |
| Pozzo 44’ Bragoni 69’ | Marcatori | 9’ Trevisan 27’ D'Alconzo |

| Arbitro: | Pizzato (Mestre) |

|                                                       |           |  |
| Angelini 9’, 87’ De Filippis 13’, 65’, 71’ Farina 51’ | Marcatori |  |

| Arbitro: | Longagnani (Modena) |

|                                     |           |             |
| Costa 22’ Pozzo 63’ Pramaggiore 81’ | Marcatori | 18’ Rizzoni |

| Arbitro: | Bergomi (Milano) |

|                                                   |           |  |
| Vergazzola 36’, 73’, 87’ Torriani 38’ Taccola 55’ | Marcatori |  |

| Arbitro: | Stampacchia (Nola) |

|                |           |          |
| Pozzo 32’, 65’ | Marcatori | 69’ Lodi |

| Arbitro: | Guarda (Mestre) |

|              |           |           |
| Bronzoni 26’ | Marcatori | 50’ Pozzo |

| Arbitro: | Massai (Pisa) |

|                       |           |            |
| Becagli 46’ Costa 61’ | Marcatori | 87’ Pietta |

#### Girone di ritorno
| Arbitro: | Marchetti (Milano) |

|            |           |                |
| Zordan 66’ | Marcatori | 16’ Valcareggi |

| Arbitro: | Piemonte (Monfalcone) |

|               |           |  |
| Bulgarelli 8’ | Marcatori |  |

| Arbitro: | Barbieri (Milano) |

|                            |           |            |
| Forlani 17’, 27’, 60’, 69’ | Marcatori | 59’ Zordan |

| Arbitro: | Codeluppi (Lodi) |

|                         |           |  |
| Rostagno 21’ Zordan 58’ | Marcatori |  |

| Arbitro: | Matucci (Seregno) |

|              |           |             |
| Emiliani 20’ | Marcatori | 17’ Gambino |

| Arbitro: | Valsecchi (Milano) |

|             |           |               |
| Mangini 80’ | Marcatori | 31’ Cardinali |

| Arbitro: | Neri (Vicenza) |

|                        |           |                                     |
| Mangini 43’ Zordan 53’ | Marcatori | 61’ Sifredi 72’ Flumini 90’ Taccola |

| Arbitro: | Pinardi (Milano) |

|                          |           |  |
| Margiotta 2’ Petagna 59’ | Marcatori |  |

| Arbitro: | Codeluppi (Lodi) |

|             |           |  |
| Rinaldi 55’ | Marcatori |  |

| Arbitro: | Matucci (Seregno) |

|                       |           |              |
| Costa 20’ Moretti 54’ | Marcatori | 69’ Calichio |

| Arbitro: | Piemonte (Monfalcone) |

|                            |           |                         |
| De Grandi 34’ Gallanti 77’ | Marcatori | 22’ Bragoni 40’ Troiano |

| La Spezia 24 aprile 1949 33ª giornata | Spezia        | 0 – 0 | Venezia | Stadio Alberto Picco\| Arbitro: \| Gemini (Roma) \| |
| Arbitro:                              | Gemini (Roma) |       |         |                                                     |

| Arbitro: | Coppolone (Bari) |

|                         |           |  |
| Cadario 11’ Mangini 68’ | Marcatori |  |

| Arbitro: | Liverani (Torino) |

|                                  |           |  |
| Maesani 34’, 89’ Meroni 64’, 71’ | Marcatori |  |

| Arbitro: | Picasso (Milano) |

|  |           |             |
|  | Marcatori | 19’ Becagli |

| Arbitro: | Matteucci (Roma) |

|             |           |            |
| Mangini 52’ | Marcatori | 84’ Fekete |

| Arbitro: | Guarda (Mestre) |

|                                  |           |             |
| Paulinich 28’ (rig.) Granata 65’ | Marcatori | 58’ Gambino |

| Arbitro: | Lo Cascio (Palermo) |

|                 |           |  |
| Mangini 3’, 16’ | Marcatori |  |

| Arbitro: | Camiolo (Milano) |

|                  |           |             |
| Massari 16’, 44’ | Marcatori | 10’ Mangini |

| Arbitro: | Savio (Torino) |

|             |           |             |
| Gambino 38’ | Marcatori | 31’ Toscani |

| Arbitro: | Agnolin (Bassano del Grappa) |

|                                       |           |                  |
| Guarnieri 29’ Mozzambani 49’ Asti 79’ | Marcatori | 82’, 83’ Mangini |

### Spareggio salvezza
| Arbitro: | Pieri (Trieste) |

|            |           |                                        |
| Marchi 85’ | Marcatori | 25’ Bragoni 37’, 63’ Pozzo 65’ Mangini |

## Statistiche

### Statistiche di squadra
| Competizione | Punti | In casa | In casa | In casa | In casa | In casa | In casa | In trasferta | In trasferta | In trasferta | In trasferta | In trasferta | In trasferta | Totale | Totale | Totale | Totale | Totale | Totale | DR  |
| Competizione | Punti | G       | V       | N       | P       | Gf      | Gs      | G            | V            | N            | P            | Gf           | Gs           | G      | V      | N      | P      | Gf     | Gs     | DR  |
| ------------ | ----- | ------- | ------- | ------- | ------- | ------- | ------- | ------------ | ------------ | ------------ | ------------ | ------------ | ------------ | ------ | ------ | ------ | ------ | ------ | ------ | --- |
| Serie B      | 37    | 21      | 11      | 8       | 2       | 34      | 17      | 21           | 1            | 5            | 15           | 15           | 46           | 42     | 12     | 13     | 17     | 49     | 63     | -14 |

### Statistiche dei giocatori
| Giocatore         | Serie B  | Serie B |
| Giocatore         | Presenze | Reti    |
| ----------------- | -------- | ------- |
| C. Amenta         | 24       | 0       |
| E. Baccalini      | 5        | 0       |
| G. Becagli        | 18       | 2       |
| D. Borsato        | 11       | 0       |
| R. Bragoni        | 41       | 3       |
| A. Cadario        | 20       | 1       |
| G. Costa          | 31       | 10      |
| G. De Carpentieri | 2        | -5      |
| E. Fabbri         | 40       | -58     |
| D. Gambino        | 34       | 5       |
| D. Guastini       | 4        | 0       |
| P. Maggiorelli    | 7        | 0       |
| G. Mangini        | 18       | 9       |
| P. Mocca          | 39       | 0       |
| F. Moretti        | 13       | 1       |
| L. Oldoini        | 24       | 0       |
| W. Persia         | 6        | 0       |
| G. Pozzo          | 28       | 9       |
| G. Pramaggiore    | 35       | 1       |
| P. Rostagno       | 24       | 2       |
| Serra             | 1        | 0       |
| V. Troiano        | 11       | 1       |
| E. Zambarda       | 5        | 0       |
| E. Zordan         | 21       | 4       |